# Walter Giardino (Single)
Walter Giardino es un sencillo promocional extraído del álbum del proyecto solista del guitarrista argentino Walter Giardino. Fue distribuido para adelantar un par de canciones antes del lanzamiento del álbum.

## Lista de canciones
| N.º | Título          | Duración |  |
| 1.  | «Corte Porteño» | 4:37     |  |
| 2.  | «Sobre la Raya» | 3:45     |  |
| 3.  | «Azul y Negro»  | 5:59     |  |